# Bruno Rossetti
Bruno Mario Rossetti (Troyes, Franciaország, 1960. október 9. – Ponte Buggianese, 2018. február 9.) olimpiai bronzérmes olasz sportlövő. Fia Gabriele Rossetti olimpiai bajnok sportlövő.

## Pályafutása
Az 1992-es barcelonai olimpián bronzérmet szerzett skeet versenyszámban. Részt vett az 1996-os atlantai olimpián is, ahol helyezettlenül fejezte be a versenyt.

## Sikerei, díjai
- Olimpiai játékok
  - bronzérmes: 1992, Barcelona – skeet